# جبل كيسان
جبل كيسان هو جبل في جنوب شرق المغرب،يقع على مقربة من مدينة  أكدز التابعة لإقليم زاكورة،يبلغُ علوه حوالي 1485 متر، ينتمي الجبل لسلسة جبال الأطلس.